# Приказчиков, Владимир Александрович
Владимир Александрович Приказчиков (род. 6 ноября 1987, Москва) — российский самбист, чемпион и призёр чемпионатов России, Европы и мира, Заслуженный мастер спорта России.

## Биография
С 6 лет занимался дзюдо. В седьмом классе начал заниматься самбо в клубе «Самбо-70». Работает тренером в «Самбо-70». Выступал в первой средней весовой категории (до 82 кг). Наставниками Приказчикова были А. А. Леонтьев, Д. А. Павлов, Павел Фунтиков и А. А. Бобров.

## Спортивные результаты
- Чемпионат России по самбо 2007 года — ;
- Чемпионат России по самбо 2008 года — ;
- Чемпионат России по самбо 2011 года — ;
- Чемпионат России по самбо 2014 года — ;
- Чемпионат России по самбо 2015 года — ;